# Бунты в тюрьмах Камеруна (2019)
Беспорядки в тюрьмах Конденги и Буэа произошли 22 и 24 июля 2019 года соответственно. В то время как первый бунт начался как протест против плохих условий содержания в тюрьмах и несправедливого содержания под стражей, второй бунт был организован в поддержку первого. Оба бунта были жестоко подавлены силами безопасности, а сотни заключённых были перевезены в неизвестные места. Судьба этих заключённых и слухи о жертвах во время подавления беспорядков имели политические последствия в продолжающейся Амбазонской войне и привлекли международное внимание к условиям содержания в тюрьмах. После беспорядков многие предполагаемые участники подверглись пыткам, были доставлены в суд и приговорены без присутствия адвокатов.

## Бунты

### Конденги
22 июля амбазонские заключённые в центральной тюрьме Конденги устроили акцию протеста против условий содержания и войны в англоязычных регионах. Протест вскоре перерос в бунт: более 600 заключённых из Амбазонии и Камерунского движения возрождения захватили двор тюрьмы, вынудив охранников уйти. Бунтовщики также предприняли неудачную попытку прорваться в специальные помещения.
Несколько заключённых транслировали беспорядки в Facebook. На некоторых видео можно услышать, как заключённые-сепаратисты поют национальный гимн Амбазонии. На одном из видео политзаключённый из Камерунского движения возрождения заявил: «Мы больше не хотим есть кукурузную кашу». 
Через несколько часов силы безопасности попытались восстановить контроль над тюремным двором. При подавлении беспорядков раздались выстрелы, были подожжены некоторые здания. Несколько заключённых получили ранения, а главная оппозиционная партия Камеруна заявила, что четверо заключённых погибли. Более 100 заключённых были переведены в неизвестные места содержания под стражей.

### Буэа

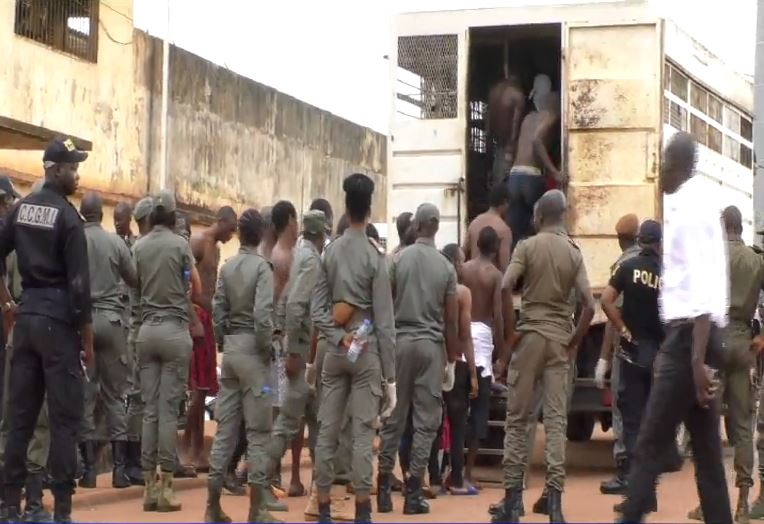
Заключённых переводят из центральной тюрьмы Конденги в неизвестные места, 23 июля.

24 июля около 100 заключённых центральной тюрьмы Буэа, действуя в знак солидарности со своими сокамерниками в Конденги, устроили собственную акцию протеста. Там, как и в Конденги, силы безопасности при подавлении беспорядков использовали боевые патроны.

## Последствия
После беспорядков в Конденги Amnesty International призвала Камерун улучшить условия содержания в Конденги и разрешить независимое расследование подавления беспорядков. Позже Human Rights Watch удалось задокументировать, что многие задержанные подвергались пыткам. Многие были доставлены в суд и обвинены в мятеже, а в некоторых случаях их адвокатам не разрешили войти в зал суда.
Беспорядки и их последствия вызвали резкую реакцию со стороны сепаратистских движений Амбазонии. 26 июля две конкурирующие фракции Временного правительства Амбазонии (расколовшегося после политического кризиса в Амбазонии в 2019 году) выступили с заявлениями относительно беспорядков в Конденги. Фракция, верная Самуэлю Икоме Сако, дала Камеруну пять дней на то, чтобы отчитаться о заключённых, пропавших без вести после беспорядков в Конденги; если этого не сделать, сепаратисты введут «полный карантин», при котором «ничто не проникнет и не покинет» англоязычные регионы, начиная с 30 июля. Фракция, лояльная Сисику Джулиусу Аюку Табе (который содержался под стражей в Конденги более года), при поддержке Управляющего совета Амбазонии, воздержалась от выдвижения каких-либо ультиматумов, заявив вместо этого, что 29 и 30 июля будет введён карантин независимо от действий Камеруна. Как было объявлено, карантин вступил в силу 29 июля.
30 июля десять задержанных членов Временного правительства Амбазонии, в том числе Сисику Джулиус Аюк Табе, заявили, что будут объявлять голодовку до тех пор, пока их адвокаты не проверят местонахождение всех осуждённых, пропавших без вести после беспорядков. Голодовка должна была начаться в полночь того же дня. В тот же день правительство Камеруна сделало своё первое публичное заявление по поводу беспорядков, заявив, что ни один задержанный не был убит, а некоторые задержаны для расследования. Это заявление не соответствовало требованиям кабинета Аюка Табе, и поэтому была начата голодовка.